# Lepturges virgatus
Lepturges virgatus là một loài bọ cánh cứng trong họ Cerambycidae.